# شرف علي حمود شرف الدين
شرف بن علي بن حمود بن محمد بن يحيى شرف الدين هو شاعر يمني. ولد عام 1929 في قرية الطويلة في محافظة المحويت. وهو عالم في الأصول والفروع، مع معرفة جيدة بالنحو والصرف. تولى القضاء في الطويلة عام 1951، ثم عين عاملاً لقضاء المحويت، ثم عاد إلى الطويلة، ثم إلى كوكبان. في عام 1972 انتقل إلى صنعاء ليعمل في وزارة العدل. أجاد الشعر الحميني، رغم ذلك لم تُغنَ له الكثير من القصائد.